# Geninho
Eugênio Machado Souto, más conocido como Geninho, (Ribeirão Preto, 15 de mayo de 1948) es un exfutbolista y entrenador brasileño.

## Trayectoria

### Como futbolista
| País              | Club          | Año       |
| ----------------- | ------------- | --------- |
| Bandera de Brasil | Botafogo-SP   | 1966-1973 |
| Bandera de Brasil | Francana      | 1974–1976 |
| Bandera de Brasil | São Bento     | 1976–1980 |
| Bandera de Brasil | Paulista      | 1980      |
| Bandera de Brasil | Caxias        | 1981      |
| Bandera de Brasil | Vitória       | 1982      |
| Bandera de Brasil | Juventude     | 1983      |
| Bandera de Brasil | Novo Hamburgo | 1984      |

### Como entrenador
| País                      | Club                       | Año       |
| ------------------------- | -------------------------- | --------- |
| Bandera de Brasil         | Novo Hamburgo              | 1984      |
| Bandera de Brasil         | Francana                   | 1985      |
| Bandera de Brasil         | Botafogo de Ribeirão Preto | 1986      |
| Bandera de Brasil         | Santos                     | 1986–1987 |
| Bandera de Portugal       | Vitória de Guimarães       | 1988–1989 |
| Bandera de Brasil         | Sãocarlense                | 1990      |
| Bandera de Brasil         | Botafogo de Ribeirão Preto | 1991      |
| Bandera de Brasil         | Portuguesa Santista        | 1991      |
| Bandera de Brasil         | Santos                     | 1992      |
| Bandera de Brasil         | Botafogo de Ribeirão Preto | 1993      |
| Bandera de Arabia Saudita | Al-Shabab                  | 1993      |
| Bandera de Brasil         | União São João             | 1994      |
| Bandera de Brasil         | Vitória                    | 1994      |
| Bandera de Brasil         | Ponte Preta                | 1995      |
| Bandera de Brasil         | Vitória                    | 1995      |
| Bandera de Brasil         | Juventude                  | 1996      |
| Bandera de Brasil         | Guarani                    | 1997      |
| Bandera de Brasil         | Bahia                      | 1997      |
| Bandera de Brasil         | Matonense                  | 1998      |
| Bandera de Brasil         | Vitória                    | 1998      |
| Bandera de Brasil         | União São João             | 1999      |
| Bandera de Brasil         | Juventude                  | 1999      |
| Bandera de Brasil         | Ituano                     | 2000      |
| Bandera de Brasil         | Paraná                     | 2000      |
| Bandera de Brasil         | Santos                     | 2001      |
| Bandera de Brasil         | Athletico Paranaense       | 2001–2002 |
| Bandera de Brasil         | Atlético Mineiro           | 2002      |
| Bandera de Brasil         | Corinthians                | 2003      |
| Bandera de Brasil         | Vasco da Gama              | 2004      |
| Bandera de Arabia Saudita | Al-Ahli                    | 2004–2005 |
| Bandera de Brasil         | Goiás                      | 2005–2006 |
| Bandera de Brasil         | Corinthians                | 2006      |
| Bandera de Brasil         | Goiás                      | 2006–2007 |
| Bandera de Brasil         | Sport                      | 2007      |
| Bandera de Brasil         | Atlético Mineiro           | 2008      |
| Bandera de Brasil         | Botafogo                   | 2008      |
| Bandera de Brasil         | Athletico Paranaense       | 2008–2009 |
| Bandera de Brasil         | Náutico                    | 2009      |
| Bandera de Brasil         | Atlético Goianiense        | 2010      |
| Bandera de Brasil         | Sport                      | 2010–2011 |
| Bandera de Brasil         | Athletico Paranaense       | 2011      |
| Bandera de Brasil         | Vitória                    | 2011      |
| Bandera de Brasil         | Comercial                  | 2012      |
| Bandera de Brasil         | Portuguesa                 | 2012      |
| Bandera de Brasil         | São Caetano                | 2013      |
| Bandera de Brasil         | Sport                      | 2013-2014 |
| Bandera de Brasil         | Avaí                       | 2014-2015 |
| Bandera de Brasil         | Ceará                      | 2015      |
| Bandera de Brasil         | ABC                        | 2016–2017 |
| Bandera de Brasil         | Avaí                       | 2018–2019 |
| Bandera de Brasil         | Vitória                    | 2019–2020 |
| Bandera de Brasil         | Avaí                       | 2020–     |

## Palmarés

### Como entrenador

#### Torneos regionales
| Título                 | Club                | Estado               | Año  |
| ---------------------- | ------------------- | -------------------- | ---- |
| Campeonato Paulista    | Corinthians         | São Paulo            | 2003 |
| Campeonato Goiano      | Goiás               | Goiás                | 2006 |
| Campeonato Goiano      | Atlético Goianiense | Goiás                | 2010 |
| Campeonato Potiguar    | ABC                 | Río Grande del Norte | 2016 |
| Campeonato Potiguar    | ABC                 | Río Grande del Norte | 2017 |
| Campeonato Catarinense | Avaí                | Santa Catarina       | 2019 |

#### Torneos nacionales
| Título                          | Club                 | País           | Año     |
| ------------------------------- | -------------------- | -------------- | ------- |
| Liga Profesional Saudí          | Al-Shabab            | Arabia Saudita | 1992–93 |
| Supercopa de Portugal           | Vitória de Guimarães | Portugal       | 1998    |
| Campeonato Brasileño de Serie A | Athletico Paranaense | Brasil         | 2001    |